# A zalátai református templom orgonája

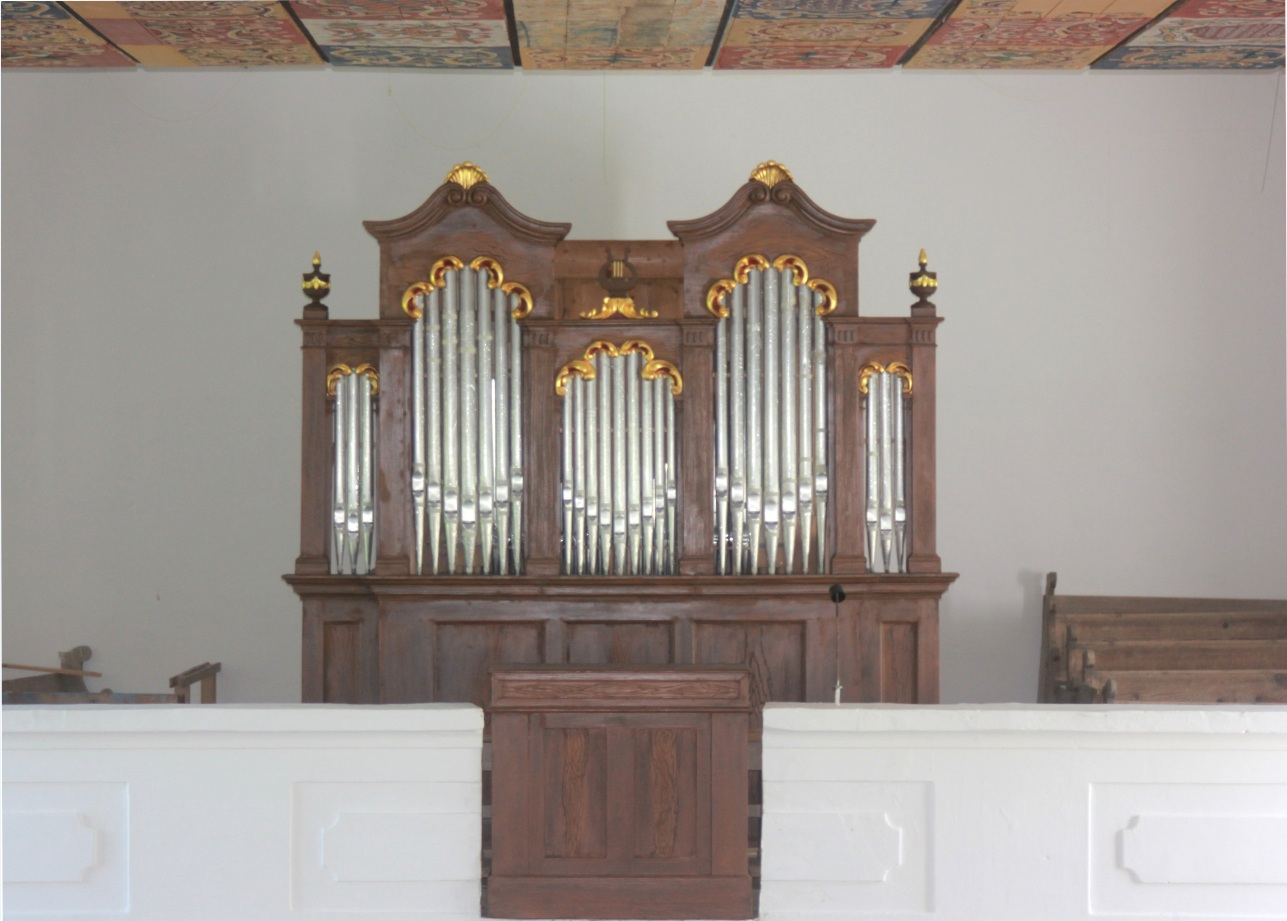

A zalátai református templom jelenlegi Angster-orgonája egymanuálos, 8 regiszteres orgona. A zalátaiak az 1930-as években vásárolták meg a pécsi székesegyháztól. A XX. században rendkívül rossz állapotba kerülő orgonát a Pécsi Orgonaépítő Manufaktúra Kft. restaurálta. Átadására 2017-ben került sor.

## Az orgona története
A hangszert valószínűleg a 19. század második felében készítette a pécsi Angster Orgona- és Harmóniumgyár a pécsi székesegyház esketőkápolnája részére. A zalátaiak a 30-as évek közepén vásárolták meg a hangszert, amikor új orgona került a pécsi székesegyházba.

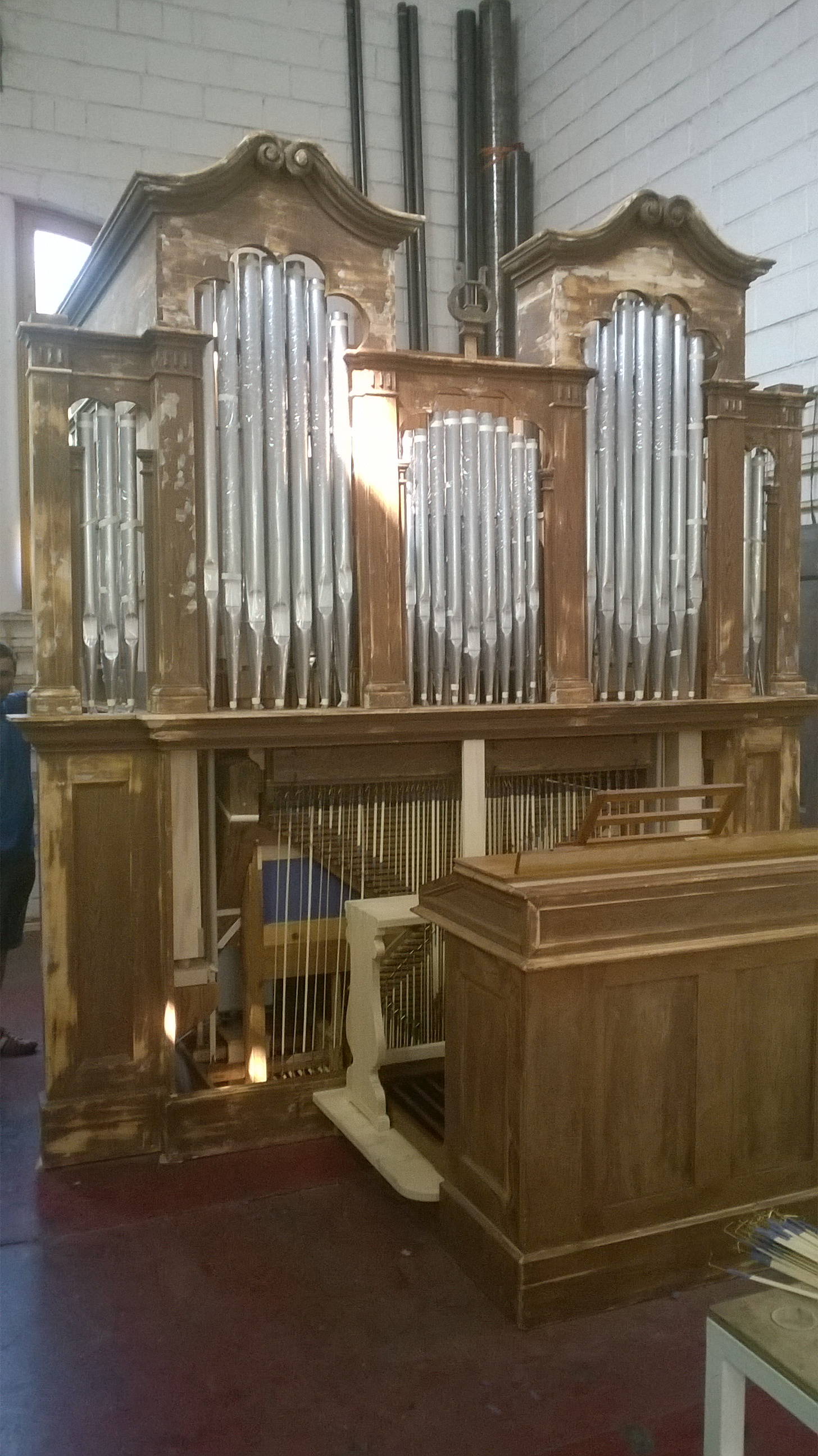

A második világháborúban a bolgár megszállás idején a hangszer és maga a templom is rendkívül rossz állapotba került. A katonák összetörték az orgonát, a sípok, a billentyűk és a pálcikák eltűntek, az orgonaszekrény mennyezete pedig beázott és megszuvasodott.
2011-ben, amikor megkezdődött az ormánsági templomok megmentését célzó értékmegőrző program, a zalátai templom és orgona megmentését is célult tűzték ki. A hangszer felújítása tehát  a festett kazettás templom rekonstruálásával párhuzamosan  kezdődött meg, 2011-ben. Az első látásra menthetetlennek tűnő állapotban lévő orgona restaurálását a Pécsi Orgonaépítő Manufaktúra Kft. végezte. Az orgona a templom felújító munkálatainak befejezését követően, 2017 májusában került vissza eredeti helyére az ormánsági templomba.

## Diszpozíció[4]
| Subbass 16’      |
| Principalbass 8’ |
| Principal 8’     |
| Bourdon 8’       |
| Salicional 8’    |
| Flauta 4’        |
| Oktáv 4’         |
| Mixtura 2’       |